# تابیا شندکل
تابیا شندکل (آلمانی: Tabea Schendekehl؛ زادهٔ ۲۹ نوامبر ۱۹۹۸) قایقران روئینگ زن اهل آلمان است.
وی در مسابقات کشوری و بین‌المللی در مجموع برندهٔ ۱ مدال برنز شده است.